# ALSOK近畿
ALSOK近畿株式会社（アルソックきんき）は、大阪府大阪市中央区に本社を置く、常駐警備業務を営む日本の警備会社。ALSOKが100%出資している同社の子会社。

## 概要
2005年10月に綜警常駐警備（現・ALSOK常駐警備）の大阪支社が分社される形で設立された。関西方面の綜合警備契約物件の常駐警備が主体だが施設管理等の業務にも取り組んでいる。